# Смерть лорда Еджвера
«Смерть лорда Еджвера» (англ. Lord Edgware Dies) — детективний роман англійської письменниці Агати Крісті за участю Еркюля Пуаро і його приятелів Капітана Гастингса і інспектора Скотленд-Ярда Джеппа. Уперше опублікований у вересні 1933 року британським видавництвом «Collins Crime Club». Роман ліг в основу декількох кінофільмів і телесеріалів.

## Сюжет
Дія роману розвертається в Лондоні і його середмістті. У центрі сюжету лежить розслідування вбивства багатого й знатного сімейного тирана - лорда Еджвера, якого підспудно (прямо в романі це не констатується) викривають у схильності до садизму.
Вбивство відбувається у власному кабінеті лорда Еджвера в його будинку. При цьому обставини вбивства, на відміну від більшості інших романів А. Крісті, не представляют собою нічого цікавого. Інтрига полягає в тім, що вбивство супроводжувалося костюмованим розіграшем, і протягом усього роману слідчий намагається зрозуміти, хто стояв за цим розіграшем, і чи має воно взагалі відношення до вбивства.
Як і в деяких інших романах А. Крісті («Смерть на Нилі», «Зло під сонцем» та ін.), Еркюль Пуаро стає безпосереднім свідком і навіть мимовільним учасником подій, які передували вбивству. Капітан Гастингс і інспектор Джепп виступають у романі у своїх класичних амплуа. Як і в інших романах А. Крісті за участю Гастингса, оповідання роману ведеться від його особи.

## Екранізації
- 1934 — «Смерть лорда Еджвера» (англ. Lord Edgware dies), британський фільм. У головних ролях Остін Тревор і Джейн Карр.
- 1985 — «Тринадцять за обідом» (англ. Thirteen at Dinner), британсько-американський фільм. У головних ролях Пітер Устінов і Фей Данавей.
- 2000 — «Смерть лорда Еджвера» (англ. Lord Edgware dies), повнометражний телефільм, 2 епізод 7 сезону британського серіалу «Пуаро Агати Крісті». У ролі Пуаро — Девід Суше, у ролі Джейн Вілкінсон — Гелен Грейс.
- 2012 — «Вбивство у театрі» (фр. Le Couteau sur la nique), повнометражний телефільм, 11 епізод 1 сезону французького серіалу «Загадкові вбивства Агати Крісті». Роль Сари Морлан (Джейн Вілкінсон) виконала Марушка Детмерс.